# Trafalgar (película de 1929)
Trafalgar es una película estadounidense de 1929, dirigida por Frank Lloyd, protagonizada por Corinne Griffith, Victor Varconi, H.B. Warner, Ian Keith y Marie Dressler en los papeles principales. Ganadora del premio Óscar al Mejor director (Frank Lloyd).
Basada en la biografía del almirante británico Horatio Nelson y su romance con Emma Hamilton, más conocida como Lady Hamilton.

## Argumento
Emma entra a trabajar con su madre en la casa de un rico aristócrata, el honorable Charles Greville, quién no tarda en seducirla, aunque no mucho después decide enviarla a Nápoles con su tío Sir William Hamilton para que se convierta en su amante y así evitar que este se case y perder la herencia, aunque con lo que no contaba Greville es que finalmente Hamilton pediría la mano de Emma y acabaría casándose con ella, a pesar de que Emma le ha dicho no amarle. Poco después estalla la guerra entre Inglaterra y Francia. La tropa de Inglaterra comandada por el almirante Nelson llega a Nápoles con la intención de conseguir comida y agua, aunque se le deniega, y finalmente consigue sus propósitos ayudado por Emma con la que comenzará a partir de ese momento un romance que les unirá para siempre.

## Comentarios
Originariamente estrenado por First National como un film mudo, posteriormente fue reestrenado sin diálogos, aunque con banda sonora y con varias escenas musicales en las que la protagonista Corinne Griffith cantaba.
El filme fue restaurado por el Archivo de cine y televisión de UCLA, el Museo de Arte Moderno] y el Archivo de cine Checoslovaco dentro de un proyecto llamado "American Moviemakers: The dawn of sound".
La película ganó el Premio Óscar al mejor director sin ser finalista a mejor película, mientras que su actriz principal Corinne Griffith fue finalista como mejor actriz, nominación desconocida hasta hace pocos años, cuando la Academia de las Artes y las Ciencias Cinematográficas de Hollywood descubrió en sus archivos que su nombre se encontraba entre las propuestas para el premio.